# Condado de Camden (Carolina do Norte)
O Condado de Camden é um dos 100 condados do estado americano da Carolina do Norte. A sede do condado é Camden, e sua maior cidade é Camden. O condado possui uma área de 762 km² (dos quais 168 km² estão cobertos por água), uma população de 6 885 habitantes, e uma densidade populacional de 11 hab/km² (segundo o censo nacional de 2000). O condado foi fundado em 1777.